# CV-132
La carretera CV-132 o carretera San Mateo - Chert, en valenciano y oficialmente Sant Mateu - Xert, es un enlace entre la CV-10 en San Mateo con la N-232 en Chert. Es el camino más utilizado para atajar desde San Mateo hacia Morella, ya que la CV-10 se desvía hacia el este dirección La Jana.

## Nomenclatura

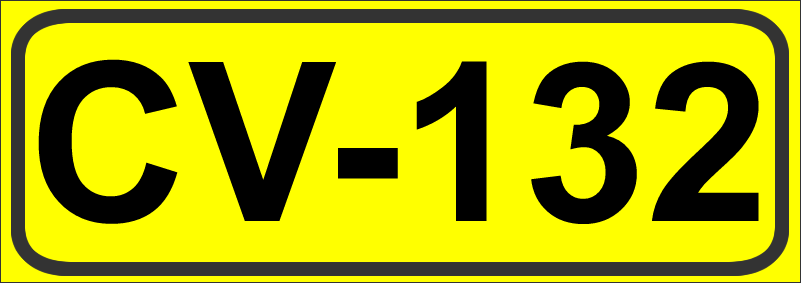
Indicador

La carretera CV-132 pertenece a la red de carreteras de la Generalidad Valenciana. Su nombre viene de la CV (que indica que es una carretera autonómica de la Comunidad Valenciana) y el 132, es el número que recibe dicha carretera, según el orden de nomenclaturas de las carreteras de la Comunidad Valenciana.

## Historia
La CV-132 siempre ha sido el camino más corto para ir hacia Morella por la CV-10, ya que para ir a esta localidad desde Castellón de la Plana, también existe la CV-15 y la N-340 - AP-7.

## Trazado actual

### Municipios y zonas de interés próximos
- San Mateo
- Chert

## Futuro de la CV-132
No hay nuevos datos